# Camelford
Camelford (korn. Reskammel) – miasto w Wielkiej Brytanii, w Anglii, w regionie South West England, w hrabstwie Kornwalia. W 2001r, miasto to zamieszkiwało 2 256 osób.